# Кфар-ха-Ораним
Кфар-ха-Ораним (ивр. כְּפָר הָאֳרָנִים‎, букв. «Деревня сосен»), другие названия — Менора (ивр. מְנוֹרָה‎) или Гиват-Эхуд — светское израильское поселение на Западном берегу реки Иордан. Примыкает к Лапиду и расположен недалеко от крупного города Модиин. Является общинным поселением, и подпадает под юрисдикцию регионального совета Мате-Биньямин.
Международное сообщество считает израильские поселения на Западном берегу незаконными в соответствии с международным правом, но правительство Израиля оспаривает это.

## Население
По данным Центрального статистического бюро Израиля, население на начало 2020 года составляло 2 657 человек.

## История
Планирование поселения (тогда под названием Гиват-Эхуд, в честь Эхуда Бен Амитая, летчика-истребителя, принявшего участие в операции «Опера») началось в 1981 году. Краеугольный камень был заложен в 1984 году на церемонии, на которой присутствовал премьер-министр Ицхак Шамир, к тому времени название было изменено на Менора. Однако юридические проблемы с правом собственности на землю привели к задержке строительства. Первые жители наконец въехали в октябре 1997 года. 
По данным ARIJ, Израиль конфисковал 682 дунама земли у палестинской деревни Саффа для строительства Меноры/Кфар-ха-Ораним.